# Приходи пораньше
«Приходи пораньше» (англ. Come Early Morning) — американская мелодрама режиссёра Джой Лорен Адамс. В главных ролях — Эшли Джадд и Джеффри Донован. Премьера состоялась в США на кинофестивале Sundance Film Festival в январе 2006 года.

## Сюжет
Люси Фаулер уже за тридцать, она сотрудник строительной компании и живёт в небольшом городке. Она имеет привычку выпивать по выходным, снимать гостиницу на одну ночь, а проснувшись утром, поскорее уйти.

От своей бабушки она узнаёт о приезде в город отца, с которым у неё не лучшие отношения, но всё-таки решает попытать удачу. Встреча с отцом приносит Люси известие о его новой пассии, а также знакомство с молодым человеком по имени Кол Перселл. Они коротают время, попивая пиво в местном баре, и проводят вместе ночь. Наутро, по своей привычке, девушка торопится оставить своего спящего ещё приятеля, но Кол просыпается первым и вызывается отвезти её домой.

## В ролях
- Эшли Джадд — Люси Фаулер
- Джеффри Донован — Кол Перселл
- Тим Блейк Нельсон — Тим
- Лора Препон — Ким
- Скотт Уилсон — Лаувелл Фаулер
- Дайан Ладд — Нана
- Стейси Кич — Оуэн

## Интересные факты
- Режиссёрский дебют Джой Лорен Адамс, известной американской актрисы, которая написала к картине сценарий. Ей потребовалось пять лет, чтобы собрать достаточный бюджет для производства картины, однако для подготовки к съёмкам потребовалось всего пять недель[2]
- Слоган фильма — «Before you fall in love, you need to love yourself», что можно перевести как «Прежде чем влюбиться, нужно полюбить себя»
- Съёмки продолжались в течение двух месяцев – с 25 апреля по 28 мая 2005 года в городе Литл-Рок, столице штата Арканзас, США
- По первоначальной задумке Джой Лорен Адамс, главную роль Люси она писала для себя и исполнять должна была сама, но в итоге отдала её Эшли Джадд, чтобы самой сконцентрироваться на режиссуре
- Несколько сцен были сняты в доме бабушки по материнской линии Джой Лорен Адамс в Литл-Роке, для чего она временно переехала к родственникам
- В 2005 году на кинофестивале Sundance Film Festival Эшли Джадд впервые увидела сценарий и сразу изъявила желание поучаствовать в проекте. Благодаря её помощи, общий бюджет будущей картины удалось увеличить до $ 6 миллионов

## Мировой релиз
- Франция — 4 сентября 2006 года
- Бразилия — 30 сентября 2006 года — Международный кинофестиваль в Рио-де-Жанейро
- Австрия — 21 октября 2006 года — Международный кинофестиваль в Вене
- США — 24 октября 2006 года — Кинофестиваль в Остине
- Швеция — ноябрь 2006 года — Международный кинофестиваль в Стокгольме
- США — 10 ноября 2006 года — ограниченный прокат
- Аргентина — 16 июля 2007 года — премьера на ТВ
- Бразилия — 31 августа 2007 года
- Швеция — 5 декабря 2007 года — премьера на DVD
- Финляндия — 7 декабря 2007 года — премьера на DVD

## Награды
- Джой Лорен Адамс отмечена номинациями и наградами на кинофестивалях Memphis Indie Film Festival и Sundance Film Festival, а также Women in Film Crystal Awards в 2006 году